# Eddie Russ
Edward „Eddie“ Russ (* um 1940) ist ein US-amerikanischer Fusion- und Jazz-Musiker (Keyboards, Piano, Fender Rhodes), der seit den 1970er-Jahren in Detroit aktiv ist.

## Leben und Wirken
Russ stammt aus Pittsburgh und spielte ab den 1960er-Jahren als Pianist und Keyboarder in Michigan, u. a. mit Benny Golson, Sarah Vaughan, Stan Getz und Dizzy Gillespie. Ab den frühen 1970er-Jahren arbeitete er u. a. mit Sonny Stitt (Tornado, 1974) und seiner Detroiter Jazzcombo The Mixed Bag, mit der er 1974 das Soul-Jazz-Album Fresh Out einspielte. Die in Trio-Besetzung aufgenommene Single Natasha erschien auf dem kurzlebigen lokalen Label Cascades Sound von Benny Poole. Unter dem Pseudonym Gaff Dunsun wirkte er auch bei Produktionen des Musikerkollektivs Tribe mit. 1976 nahm er u. a. mit Marcus Belgrave in den Detroiter United Sound Studios das Album See the Light auf, das mehr an populärer Disco- und Funk-Musik orientiert war. In den 1980er- und 1990er-Jahren arbeitete er u. a. mit Bob Case und Shawn Wallace. Nach Tom Lord war er zwischen 1974 und 1994 an zehn Aufnahmesessions beteiligt. Russ ist von Herbie Hancock und Lonnie Liston Smith beeinflusst.

## Diskographische Hinweise
- Take a Look at Yourself (Monument, 1978)
- Live at Blue Lake, Vol. 2 (1995)